# Anthropologie structurale (Claude Lévi-Strauss)
Pour l’article homonyme, voir Anthropologie structurale (homonymie).
Anthropologie structurale est un recueil d'articles de Claude Lévi-Strauss paru en 1958  (ISBN 2-266-13931-2).

## Composition
- I. Histoire et ethnologie (1949)

Langage et parenté
- II. L'analyse structurale en linguistique et en anthropologie (1945)
- III. Langage et société (1951)
- IV. Linguistique et anthropologie (1952)
- V. Postface aux chapitres III et IV (1956)

Organisation sociale
- VI. La notion d'archaïsme en ethnologie (1952)
- VII. Les structures sociales dans le Brésil central et oriental (1952)
- VIII. Les organisations dualistes existent-elles ? (1956)

Magie et religion
- IX. Le sorcier et sa magie (1949)
- X. L'efficacité symbolique (1949)
- XI. La Structure des mythes (1955)
- XII. Structure et dialectique (1956)

Art
- XIII. Le dédoublement de la représentation dans les arts de l'Asie et de l'Amérique (1945)
- XIV. Le serpent au corps rempli de poissons (1947)

Problèmes de méthode et d'enseignement
- XV. La notion de structure en ethnologie (1952)
- XVI. Postface au chapitre XV (1956)
- XVII. Place de l'anthropologie dans les sciences sociales et problèmes posés par son enseignement (1954)

## Commentaires
Réédité :
- chez Plon en 1996  (ISBN 2-259-18544-4).
- chez Pocket en 1997  (ISBN 2-266-07754-6).